# Nuncia alpha
Nuncia alpha is een hooiwagen uit de familie Triaenonychidae.